# Оранска династия
Ора́нска (Орано-Наса́уска) династия (на нидерландски: Oranje-Nassau) е владетелски род, щатхаутери (щатхолдери, управители) (1576 – 1795), крале на Нидерландия (от 1815) и на Англия (1689 – 1702), велики херцози на Люксембург (1815 – 1890), клон на династията Насау.

## Първа династична линия

### Вилем I Орански (1576 – 1584)
Основател на първата династична линия на Оранската фамилия е Вилем I Орански (24.4.1533 – 10.7.1584), първороден син на граф Вилхелм фон Насау-Зиген-Диленбург. През 1544 г., след смъртта на своя братовчед Рене, той получава титлата „орански принц“. Възпитан в двора на германския император Карл V, той оглавява недоволството на нидерландската аристокрация насочено срещу испанската власт и приема калвинизма. През 1572 г. застава начело на бунта на нидерландците и организира бойни действия на въстаниците, наречени „гьози“. През 1576 г. е избран е за щатхаутер на цяла Нидерландия, но скоро след това южните католически райони на страната се отделят и предпочитат да останат под властта на испанския крал Фелипе II. Вилем I Орански фактически провъзгласява независимостта на северните провинции, организирайки през 1579 г. Утрехтската уния. Убит е от фанатик през 1584 г.
Вилем I Орански се жени четири пъти и има общо 12 деца, доживели пълнолетие:
- 1-ви брак (1551) с Анна (1533 – 1558), дъщеря на граф Максимилиан Егмонт, от която има две деца:

1. Филип Вилем (1554 – 1618), орански принц от 1609, женен (1606) за Елеонора (1587 – 1619), дъщеря на Анри I дьо Бурбон-Конде;
2. Мария (1556 – 1616), омъжена (1595) за граф Филип фон Хохенлое-Ньоенщейн (1550 – 1606).

- 2-ри брак (1561, развод 1574) с Анна (1544 – 1577), дъщеря на саксонския курфюрст Мориц, от която има три деца:

1. Анна (1562 – 1588), омъжена (1587) за граф Вилхелм Лудвиг фон Насау-Диленбург (1560 – 1620);
2. Мориц Орански (13.11.1567 – 23.4.1625), следващ щатхаутер на Нидерландия;
3. Емилия (1569 – 1629), омъжена (1597) за португалския принц Мануел I (1568 – 1638).

- 3-ти брак (1575) с Шарлота (1546/47 – 1582), дъщеря на херцог Луи III дьо Бурбон-Манпансие, от която има шест деца:

1. Луиза Юлиана (1576 – 1644), омъжена (1593) за пфалцкия курфюрст Фридрих IV;
2. Елизабета-Фландрика (1577 – 1642), омъжена (1595) за херцог Анри дьо ла Тур (1555 – 1623);
3. Катарина Белгика (1578 – 1648), омъжена (1596) за граф Филип Лудвиг II фон Ханау-Мюнценберг (1576 – 1612);
4. Фландрина (1579 – 1640), абатиса в Пуатие от 1605;
5. Шарлота (1580 – 1631), омъжена (1599) за херцог Клавдий дьо Тремойл (1566 – 1604);
6. Емилия Секунда Антверпина (1581 – 1657), омъжена (1616) за пфалцграф Фридрих Казимир фон Пфалц-Цвайбрюкен-Ландсберг (1585 – 1645).

- 4-ти брак (1583) с Луиза (1555 – 1620), дъщеря на граф Гаспар дьо Колини, от която има един син:

1. Фредерик Хендрик Орански (29.1.1584 – 14.3.1647), бъдещ щатхаутер на Нидерландия.[2]

### Мориц Орански (1584 – 1625)
Мориц Орански наследява фамилните титли „принц Орански“ и „граф на Насау“. Талантлив военачалник, той продължава упоритата борба на Нидерландия срещу испанците и им отнема много земи и градове. През 1609 г. подписва Дванадесетгодишното примирие с правителството на испанския крал Фелипе III, което дава възможност на Нидерландия да укрепне като независима държава. Избран е за щатхаутер на всички въстанали провинции и подновява войната с Испания през 1621 г. Умира без да сключи брак.

### Фредерик Хендрик Орански (1625 – 1647)
Мориц Орански е наследен от своя по-малък брат Фредерик Хендрик Орански, провъзгласен за държавен глава на Нидерландия и главнокомандващ нейната армия. През 1625 г. той се жени за Амалия (1602 – 1675), дъщеря на граф Йохан Албрехт I фон Золмс-Браунфелс, от която има пет деца:
1. Вилем II Орански (27.5.1626 – 6.11.1650), следващ щатхаутер на Нидерландия;
2. Луиза Хенриета (1627 – 1667), омъжена (1646) за бранденбургския курфюрст Фридрих Вилхелм (1620 – 1688);
3. Албертина Агнес (1634 – 1696), омъжена (1652) за граф Вилхелм Фридрих фон Насау-Диц (1613 – 1664);
4. Хенриета Катерина (1637 – 1708), омъжена (1659) за княз Йохан Георг II фон Анхалт-Десау (1627 – 1693);
5. Мария (1642 – 1688), омъжена (1666) за пфалцграф Лудвиг Хайнрих фон Зимерн (1640 – 1674).<ref name="Таблица 237">

### Вилем II Орански (1647 – 1650)
Вилем II Орански подписва мира от Мюнстер (1648), с който Испания най-накрая признава Нидерландия за независима държава под името Обединени провинции. През 1647 г. е провъзгласен за неин щатхаутер. През 1641 г. сключва брак с Мария-Хенриета (1631 – 1660), дъщеря на английския крал Чарлз I, от която има един син: Вилем III Орански (14.11.1650 – 19.3.1702).

### Вилхилм III Орански (1650 – 1702), (Уилям III, 1689 – 1702)
Вилем III Орански защитава успешно страната си от нападението на френските войски през 1672 г. и организира съюз, в който се включват провинциите на крал Луи XIV. През 1677 г. се жени за Мария II (1662 – 1694), дъщеря на английския крал Джеймс II. По време на Славната революция (1688) той подкрепя английските благородници, свалили неговия тъст от престола. Заедно със съпругата си е избран за крал на Англия под името Уилям III (1689 – 1702). Подписва „Декларацията на правата“, която позволява установяването на конституционен режим в Англия. Зает е предимно с войни срещу Франция на континента, затова оставя английските проблеми в ръцете на Лондонския парламент. Умира без наследници.

## Втора династична линия

### Йохан Вилем Фризо (1702 – 1711)
Пръв представител на Втората династическа линия на Оранската династия е Йохан Вилем Фризо (1702 – 1711), първороден син на Хайнрих Казимир II фон Насау-Диц, който е далечен братовчед на Вилем III Орански. След смъртта на далечния си чичо Вилем III Орански, Йохан Вилем Фризо наследява Оранското княжество, както и правата на щатхаутер на Нидерландия. През 1709 г. той сключва брак с Мария Луиза (1688 – 1765), дъщеря на ландграф Карл I фон Хесен-Касел, от която има две деца:
- Анна-Шарлота-Амалия (1710 – 1777), омъжена (1727) за кронпринц Фридрих фон Баден-Дурлах (1703 – 1732;
- Вилем IV Орански (1.9.1711 – 22.10.1751), следващ щатхаутер на Нидерландия.[2]

### Вилем IV Орански (1711 – 1751)
Вилем IV Орански (1711 – 1751) присъединява към своите владения и земите на прекратилите съществуването си клонове Насау-Диленбург, Насау-Зиген и Насау-Хадамар. Превръща длъжността „щатхаутер на Обединените провинции“ в наследствена по мъжка линия за своята фамилия. Негова съпруга от 1734 г. е Анна (1709 – 1759), дъщеря на английския крал Джордж II, от която има две деца:
- Каролина-Вилхелмина (1743 – 1787), омъжена (1760) за принц Карл Кристиан фон Насау-Вайлбург (1735 – 1788);
- Вилем V Орански (8.3.1748 – 9.4.1806), следващ щатхаутер на Нидерландия.[2]

### Вилем V Орански (1751 – 1795)
Вилем V Орански (1751 – 1795), е непълнолетен, когато застава начело на страната, затова за негова регентка е провъзгласена майка му Анна. Той е принуден да емигрира през 1795 г. под натиска на френските републикански войски и се оттегля в германските си владения. През 1806 г. император Наполеон I му отнема и тях заради отказа му да се присъедини към профренската Рейнска конфедерация. През 1767 г. той се жени за Вилхелмина (1751 – 1820), дъщеря на пруския принц Август Вилхелм, от която има три деца:
- Фредерика (1770 – 1819), омъжена (1790) за кронпринц Карл фон Брауншвайг-Волфенбютел (1799 – 1806);
- Вилем I (24.8.1772 – 12.12.1843), първи крал на Нидерландия и велик херцог на Люксембург;
- Вилем-Георг-Фредерик (1774 – 1799), неженен.[2]

### Вилем I (1815 – 1840)
Единственият син на Вилем V Орански, Вилем постъпва като офицер в австрийската армия и взема участие в много сражения срещу французите. През 1814 г. Виенският конгрес взема решение за създаването на кралство Нидерландия, в чийто състав влизат и белгийските територии. Следващата година принцът е провъзгласен за негов крал под името Вилем I (1815 – 1840), като едновременно с това получава и властта над Великото херцогство Люксембург под името Вилхелм I. Белгийските провинции повеждат борба за независимост, завършила през 1830 г. с отделянето на тази страна от Нидерландия. През 1791 г. Вилем I сключва брак с Вилхелмина (1774 – 1837), дъщеря на пруския крал Фридрих Вилхелм II, от която има три деца. След смъртта на Вилхелмина, през 1841 г. се жени за придворната дама графиня Хенриета д’Ултремон (1792 – 1864), която е белгийска католичка. Поради това абдикира и се оттегля в Берлин с новата си жена, получила титлата „принцеса фон Насау“. от нея той няма деца. Умира през 1843 г.
- Вилем II (6.12.1792 – 17.3.1849), следващ крал на Нидерландия и велик херцог на Люксембург;
- Фредерик (1797 – 1881), женен (1825) за Луиза (1808 – 1870), дъщеря на пруския крал Фридрих Вилхелм III;
- Мариана (1810 – 1883), омъжена (1830, развод 1849) за пруския принц Албрехт (1809 – 1872).[2]

### Вилем II (1840 – 1849)
След абдикация на Вилем I престола на Нидерландия се заема от първородния му син Вилем II (1840 – 1849). През 1848 г. той отстъпва под натиска на либералите и приема конституция, която ограничава значително правата на монарха. През 1816 г. се жени за Анна Павловна (1795 – 1865), дъщеря на руския император Павел I, от която има четири деца:
- Вилем III (19.2.1817 – 23.11.1890), следващ крал на Нидерландия и велик херцог на Люксембург;
- Александър (1818 – 1848), неженен
- Хендрик (1820 – 1879), женен 1. (1853) за Амалия (1830 – 1872), дъщеря на херцог Карл Бернхард фон Саксония-Ваймар-Айзенах; 2. (1878) за Мария-Луиза (1855 – 1888), дъщеря на пруския принц Фридрих Карл;
- София (1824 – 1897), омъжена (1842) за великия херцог Карл Александър фон Саксония-Ваймар-Айзенах (1818 – 1901).[2]

### Вилем III (1849 – 1890)
Крал Вилем III (1849 – 1890) през 1839 се жени за София (1818 – 1877), дъщеря на крал Вилхелм I фон Вюртемберг, от която има двама синове, достигнали пълнолетие, които обаче не надживяват баща си. След смъртта ѝ се жени повторно през 1879 г. за Аделаида-Ема (1858 – 1934), дъщеря на княз Георг фон Вацек-Пюрмонт, от която има една дъщеря.
- Вилем (1) (1840 – 1879), неженен
- Александър (1) (1851 – 1884), неженен
- Вилхелмина I (2) (31.8.1880 – 28.11.1962), следваща кралица на Нидерландия.[2]

### Вилхелмина I и Юлиана I (1890 – 1980)
Крал Вилем III е наследен от дъщеря си Вилхелмина I (1890 – 1948), до чието пълнолетие Нидерландия е управлявана от майка ѝ Аделаида-Ема в качеството на регентка. През 1890 г. Люксембург се отделя като самостоятелна държава, начело с великия херцог Адолф I. По време на Втората световна война, когато германските войски нахлуват в Нидерландия, кралицата емигрира заедно със своето правителство в Лондон. Завръща се след победата на антихитлеристката коалиция, но абдикира през 1848 г. Умира през 1962 г. Вилхелмина I се жени през 1901 г. за херцог Хайнрих фон Мекленбург-Шверин (1876 – 1934), от когото има само една дъщеря Юлиана (30.4.1909 – 20.3.2004), следващата кралица на Нидерландия (1948 – 1980). Кралица Юлиана I сключва брак през 1937 г. с германския принц Бернхард-Леополд цу Липе-Бистерфелд (1911 – 2004), от когото има четири дъщери: Беатрикс I (*31.1.1938); Ирене (* 1939), омъжена за пармския херцог Шарл-Юг дьо Бурбон (1930 – 2010); Маргарита (* 1943); Маргарита-Кристина (*1947). През 1980 г. кралица Юлиана I се отказва от короната в полза на първородната от тях, Беатрикс I.

### Беатрикс I и Вилем-Александър (от 1980)
През 1966 г. Беатрикс I (1980 – 2013) се омъжва за германския дипломат Клаус ван Амсберг, получил титлата „принц на Нидерландия“. Майка е на трима синове: Вилем-Александър (*27.4.1967); Йохан-Фрисо (* 1968); Константейн (* 1969), женен за Лорентийн Бринкхорст (* 1966), дъщеря на холандски политик. От брака си с нея той има три деца.
През 2013 г. кралица Беатрикс I абдикира в полза на най-големия си син Вилем-Александър, който през 2002 г. сключва брак с Максима Серути (* 1971) от Аржентина, специалист по финансови пазари. От нея той има три дъщери: Катерина Амалия (* 2003), алексия (* 2005) и Ариана (* 2007).

## Щатхаутери на Нидерландия (1576 – 1795), крал на Англия (1689 – 1702)
- 1576 – 1584: Вилем Орански (24.4.1533 – 10.7.1584), син на граф Вилхелм фон Насау-Зиген-Диленбург.
- 1584 – 1625: Мориц Орански (13.11.1567 – 23.4.1625), втори син на Вилем Орански
- 1625 – 1647: Фредерик Хендрик Орански (29.1.1584 – 14.3.1647), трети син на Вилем Орански
- 1647 – 1650: Вилем II Орански (27.5.1626 – 6.11.1650), син на Фредерик Хендрик Орански
- 1650 – 1702: Вилем III Орански (14.11.1650 – 19.3.1702), син на Вилем II Орански, крал на Англия (Уилям III, 1689 – 1702)
- 1702 – 1711: Йохан Вилем Фризо (4.8.1687 – 4.7.1711), племенник на Вилем III Орански
- 1711 – 1751: Вилем IV Орански (1.9.1711 – 22.10.1751), син на Йохан Вилем Фризо
- 1751 – 1795: Вилем V Орански (8.3.1748 – 9.4.1806), син на Вилем IV Орански.[2]

## Крале на Нидерландия (от 1815), велики херцози на Люксембург (1815 – 1890)
- 1815 – 1840: Вилем I (24.8.1772 – 12.12.1843), син на Вилем V Орански, велик херцог на Люксембург (Вилхелм I, 1815 – 1840)
- 1840 – 1849: Вилем II (6.12.1792 – 17.3.1849), син на Вилем I, велик херцог на Люксембург (Вилхелм II, 1840 – 1849)
- 1849 – 1890: Вилем III (19.2.1817 – 23.11.1890), син на Вилем II, велик херцог на Люксембург (Вилхелм III, 1849 – 1890)
- 1890 – 1948: Вилхелмина I (31.8.1880 – 28.11.1962), дъщеря на Вилем III
- 1948 – 1980: Юлиана I (30.4.1909 – 20.3.2004), дъщеря на Вилхелмина
- 1980 – 2013: Беатрикс I (*31.1.1938), дъщеря на Юлиана
- от 2013: Вилем-Александър (*27.4.1967), син на Беатрикс.[2]